# جسر ورزنة
جسر ورزنة (بالفارسية: پل ورزنه) هو جسر تاريخي يعود إلى عصر الدولة البهلوية، ويقع في مقاطعة قم.